# Aiden Fucci
 (avril 2023).
Aiden Fucci (né le 6 novembre 2006 en Floride),, est un assassin américain, connu depuis mai 2021 pour avoir poignardé à mort une camarade de classe, Tristyn Bailey. Il a été accusé de meurtre au premier degré et poursuivi en tant qu'adulte malgré son jeune âge.
Selon les rapports, Aiden a poignardé Tristyn Bailey 114 fois dans les bois près de sa maison, provoquant sa mort sur le coup. C'était après que la famille de Tristyn a signalé sa disparition le jour de la fête des mères.

## Biographie
Fucci est né le 17 novembre 2006, aux États-Unis, de Crystal Smith et de Jason Fucci.
En 2022, alors âgé de 16 ans, il a terminé ses études dans une école locale. Fucci était un étudiant moyen, mais très avide de connaissances sur les sujets qui l'intéressaient. Il n'a jamais parlé de ses projets de formation.

## Déroulement des faits
Cette histoire a eu lieu en Floride, dans le quartier de Durbin Crossing, dans le comté de St. Johns, un quartier assez sûr pour que les adolescents se permettent de sortir de chez eux la nuit.

### Disparition de Tristyn Bailey
Tristyn Bailey (née le 18 janvier 2008 en Floride), était dans la même classe qu'Aiden Fucci. Passionnée par le cheerleading, elle voulait en faire son métier. Elle vivait avec son père Forrest Bailey, sa mère Stacy Bailey, son frère Teegan, et ses trois sœurs Alexis, Sophia, et Brittney Bailey.
Dans la soirée du 8 mai 2021, Tristyn est sortie avec sa famille pour fêter les vacances scolaires et en raison de la fête des mères du lendemain. La famille Bailey va au restaurant, et Tristyn se met en bout de table pour que personne ne puisse regarder son téléphone, sur lequel elle est restée tout le long de la soirée, et ce, même après être rentrée chez elle à 23 h 45.
Aux alentours de minuit, Alexis, une de ses trois sœurs, entend la porte de la chambre de Tristyn, puis la porte d'entrée de la maison. Alexis regarde par la fenêtre et voit Tristyn et pense qu'elle va rejoindre une amie et qu'elle sera bientôt de retour,.
Le matin du 9 mai 2021, la mère de Tristyn, Stacy Bailey, réveille les frères et sœurs de Tristyn, mais elle s'aperçoit que Tristyn n'est ni dans sa chambre, ni dans la salle de bain, ni même dans la maison. Personne ne l'a vue ce matin-là, mais Alexis, la sœur de Tristyn, fait remarquer à sa mère que Tristyn, alors âgée de 13 ans, est sortie dans la nuit.
Stacy appelle la police et leur indique que sa fille est partie pendant la nuit, et que personne n'a de nouvelle dans le voisinage. La police arrive sur les lieux et comprend très vite qu'il ne s'agit pas d'une simple fugue. Tristyn est portée disparue,,.
Le corps de Tristyn sera retrouvé dans la même journée, à 18 h 06, dans une forêt. L'autopsie révèle 114 coups de couteau, dont 49 au niveau de ses mains, de ses bras et de sa tête, ce qui montre que la victime a essayé de se défendre,,,.

### Arrestation d'Aiden Fucci
Des vidéos de caméra de surveillance montrent Tristyn et Aiden marchant ensemble vers l'est de Saddlestone Drive, à 1 h 45,,,.
Le lendemain du meurtre de Tristyn, Aiden poste sur Snapchat une photo de lui dans une voiture de police avec le texte « Hey guys has anybody seen Tristyn lately » (En français : « Salut les gars, est-ce que quelqu'un a vu Tristyn récemment ? »),. Il postera ensuite une vidéo enregistrée dans la même voiture de police, indiquant : « We're having fun, in a f****** cop car" » (En français : « On s'amuse dans une p***** de voiture de police ») avant de faire référence à Tristyn.
D'autres vidéos de caméra de surveillance montrent Aiden, retournant chez lui en courant, chaussures à la main,,.
Le 10 mai 2021, les forces de l'ordre interpellent Aiden Fucci chez lui, et fouillent sa maison. Ils y trouvent des couteaux, la paire de chaussures qu'Aiden portait le jour du crime avec du sang dessus, un t-shirt avec du sang, un morceau de papier blanc avec une écriture avec ce qui ressemble à du sang, ainsi qu'un jean en denim bleu mouillé dans un panier à linge. Ils trouvent également du sang sur le lavabo à côté de la chambre,.
On apprend par la suite qu'Aiden avait prémédité le meurtre, et des dessins de femmes décapitées sont trouvés dans sa chambre. La petite amie d'Aiden déclare aux enquêteurs qu'Aiden est un garçon ayant des problèmes, et qu'il fantasmait sur le fait de tuer quelqu'un en le poignardant. Elle indique ensuite « Il allait tuer quelqu'un, il m'a dit que ça allait se produire dans le mois. Aiden m'a expliqué qu'il voulait trouver une personne au hasard en marchant la nuit, il voulait l'emmener dans les bois et la poignarder ».

### Arrestation de Crystal Smith
Crystal Smith, la mère d'Aiden Fucci, aurait lavé les taches de sang sur le jean porté lors de l'incident. Elle a été accusée de falsification de preuves, qui est un crime au troisième degré. Elle a été libérée sous caution de 25 000 dollars en attendant son procès,. Son procès s'effectue le 15 mai 2023. Elle est condamnée à 30 jours de prison.

### Condamnation
Aiden Fucci a plaidé coupable et a été condamné à une sentence d'emprisonnement à vie. Il a été jugé en tant qu'adulte, mais en raison de son jeune âge, sa peine pourra être réexaminée après 25 ans.